# جمال محمد عمر
جمال محمد عمر (و. 1960 – 2018 م) هو سياسي يمني، ولد في عدن، توفي في موسكو، عن عمر يناهز 58 عاماً، عين وزيراُ العدل في 27 أبريل 2017.

## مراجع

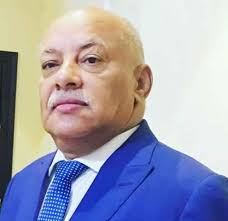
جمال محمد عمر